# Donacia dentata
Donacia dentata — вид листоїдоів з підродини Donaciinae.

## Екологія та місцеперебування
Дорослі жуки живляться листям наступних таксонів: частуха (Alisma) та стрілиця звичайна (Sagittaria sagittifolia), а також жуки, можливо, харчуються пилком глечикої жовтої (Nuphar lutea). Лялечки розвиваються розвиваються серед коренів всередині берегової землі; в коренях таких рослин, як стрілиця звичайна та види роду осока (Carex). Личинка живиться листям та корінням стрілолиста звичайного та корінням різних видів осоки.